# Barázdás szarvascsőrű
A barázdás szarvascsőrű vagy más néven goge (Rhyticeros undulatus) a madarak osztályának szarvascsőrűmadár-alakúak (Bucerotiformes) rendjébe és a szarvascsőrűmadár-félék (Bucerotidae) családjába tartozó faj.

## Rendszerezése
A fajt George Shaw angol zoológus írta le 1811-ben, a Buceros nembe Buceros undulatus néven. Sorolták az Aceros nembe Aceros undulatus néven is.

## Alfajai
- Rhyticeros undulatus undulatus Sanft, 1960
- Rhyticeros undulatus aequabilis (Shaw, 1811)[2]

## Előfordulása
Ázsia déli részén hatalmas területen elterjedt faj. Elterjedési területe India északkeleti részétől Ázsia teljes déli és délkeleti felén át egészen az Indonéziához tartozó Nagy-Szunda-szigetekig tart (Celebeszen már nem fordul elő).
Természetes élőhelyei szubtrópusi és trópusi síkvidéki és hegyi esőerdők. Állandó, nem vnuló faj.

## Megjelenése
Testhossza 75–85 centiméter, a hím testtömege 1680–3650 gramm, a tojóé 1360–2685 gramm. A kifejlett hím tollazata a testén és a szárnyán fekete, feje és nyaka krémszínű, torokzacskója sárga, szeme körül egy csupasz piros színű bőrfelület látható. Csőre tövétől indulóan feje tetején egy sötétbarna sáv látható. Csőre fakó szaruszínű, a tövénél sötétebb.
A tojó valamivel kisebb testű, mint a hím. Teste szintén fekete, de ellentétben a hímmel egész nyaka és melle szintén fekete. Torokzacskója élénk kék színű. Szeme körül egy csupasz vörös színű bőrfelület látható.
|  |  |

## Életmódja
Főként gyümölcsökkel, fügékkel és rovarokkal táplálkozik.

## Szaporodása
Fészkelés céljából magas (18-30 méteres) esőerdei óriásfák odvait használja. A tojó faodúba zárkózik be a tojásrakás és költés idejére. Ezen időszak alatt a hím táplálja a tojót és a fiókákat.

## Természetvédelmi helyzete
Az elterjedési területe még rendkívül nagy, de az erdőirtások miatt gyorsan csökken, egyedszáma az élőhelyvesztés és a vadászatok miatt szintén csökken. A Természetvédelmi Világszövetség Vörös listáján sebezhető fajként szerepel.
Összehangolt tenyésztéssel próbálják meg megmenteni a fajt. Európában az Európai Állatkertek és Akváriumok Szövetsége felügyelete alá tartozó Európai Veszélyeztetett Fajok Programja (EEP) keretében tenyésztik a faj egyedeit.

## Fordítás
- Ez a szócikk részben vagy egészben  a   Wreathed Hornbill című angol Wikipédia-szócikk ezen változatának fordításán alapul.  Az eredeti cikk szerkesztőit annak laptörténete sorolja fel. Ez a jelzés csupán a megfogalmazás eredetét és a szerzői jogokat jelzi, nem szolgál a cikkben szereplő információk forrásmegjelöléseként.